# Franken (Familienname)
Franken ist ein Familienname. Zu Herkunft und Bedeutung siehe Franke.

## Namensträger
- Aaron Franken (* 1976), arubanischer Poolbillardspieler
- Al Franken (* 1951), US-amerikanischer Politiker, Autor und Satiriker
- Alex Franken (1847–1896), deutscher Rechtswissenschaftler
- Alois Bergmann-Franken (1897–1965), deutscher Maler
- Andrea Franken (* 1962), deutsche Politikerin (GAL, PDS, Die Linke)
- Anita Franken (1957–2017), niederländische Bildhauerin
- Anne Franken (1890–1958), deutsche Pädagogin und Politikerin (Zentrum, CDU)
- Anton Franken (1879–1937), deutscher Architekt
- Antony Franken (* 1965), australischer Fußballtorhüter und -trainer
- Benignus Franken (1902–1943), deutscher römisch-katholischer Ordensmann, Missionar und Märtyrer
- Björn Franken (Politiker) (* 1979), deutscher Politiker (CDU), MdL Nordrhein-Westfalen
- Björn Franken, eigentlicher Name von Vato Gonzalez (* 1983), niederländischer DJ
- Christoph Franken (* 1978), deutscher Schauspieler
- Egon Müller-Franken (1914–1982), deutscher Schauspieler bei Bühne, Film und Fernsehen, Theaterregisseur, Universitätslektor und Hörspielsprecher
- Gary Anthony Franken (* 1962), kanadischer Geistlicher, Bischof von Saint Paul in Alberta
- Georg Mayer-Franken (1870–1926), deutscher Porträt-, Stillleben- und Landschaftsmaler
- Gitta Franken (* 1959), deutsche Autorin und Liedermacherin
- Hans Pflug-Franken (1899–1977), deutscher Journalist und Schriftsteller
- Helene von Franken (1825–nach 1884), deutschbaltische Genre- und Porträtmalerin, sehe Helene Köber
- Hermann Franken (1846–1931), deutscher Industrieller und Politiker, MdR
- Irene Franken (* 1952), deutsche Historikerin und Publizistin
- Johannes Müller-Franken (* 1960), deutscher Maler
- Joseph Paul Franken (1900–1980), deutscher Jurist, Verwaltungsbeamter und Politiker (CDU)
- Karl Müller-Franken (1874–1927), deutscher Volkswirt und Politiker
- Klaus Franken (Theologe) (1913–2011), deutscher Theologe und Verfasser von Jugendliteratur
- Klaus Franken (Bibliothekar) (* 1943), deutscher Bibliothekar, Rechtswissenschaftler und Historiker
- Laurent Franken (1905–1976), belgischer Fußballschiedsrichter
- Marianne Franken (1884–1945), niederländische Malerin
- Norbert Franken (* 1961), deutscher Klassischer Archäologe
- Paul von Franken (1818–1884), deutscher Maler
- Paul Franken (Politiker) (1894–1944), deutscher sozialistischer Politiker, MdL, Stalinismus-Opfer
- Paul Franken (Historiker) (1903–1984), deutscher Historiker
- Peter Franken (Physiker) (1928–1999), US-amerikanischer Physiker
- Peter Franken (Mathematiker) (1937–1989), deutscher Mathematiker
- Rob Franken (1941–1983), niederländischer Jazzpianist, Keyboarder und Organist
- Rose Franken (1895–1988), US-amerikanische Autorin
- Sebastian Müller-Franken (* 1963), deutscher Rechtswissenschaftler und Hochschullehrer
- Silke Franken (* vor 1999), deutsche Filmeditorin
- Steve Franken (1932–2012), US-amerikanischer Schauspieler
- Stijn Franken (* 1967), niederländischer Jurist und Hochschullehrer
- Tessa Franken (* 1966), deutsche Basketballspielerin
- Theodor Franken (1811–1876), deutscher Maler der Düsseldorfer Schule
- Udo Franken (* 1951), deutscher Autor
- Will Klinger-Franken (1909–1986), deutscher Kunstmaler
- Wolfgang Franken (* 1948), deutscher Künstler